# Bernard Dejonghe
Bernard Dejonghe, né le 12 mai 1942 à Chantilly (Oise), est un sculpteur français.

## Biographie
Bernard Dejonghe naît le 12 mai 1942 à Chantilly. Ses spécialités sont la céramique et le verre. Ses œuvres figurent dans les collections du Victoria and Albert Museum à Londres, du Musée du verre de Corning à New-York, du Moulin de la Blies - Musée des techniques faïencières (Donation France et Wolfgang Kermer) à Sarreguemines.
Il a reçu le Grand Prix national pour les métiers d'art en France en 1995 et le prix Bettencourt pour l'intelligence de la main en 2001.

## Œuvres
- Forme brève, verre moulé, 2007[2]
- Cercle en verre massif, verre, 65 cm, 2001[3]

## Expositions
- Galerie Capazza, Nançay, 2010[4]
- « Écouter le monde », musée de Bibracte, 2011[5]
- « Moderne Keramik aus Frankreich: 1970 bis 2000. Aus der Sammlung Kermer », Theodor-Zink-Museum, Kaiserslautern[6],[7]
- « Céramique française 1970–2000: Donation France et Wolfgang Kermer », Moulin de la Blies - Musée des techniques faïencières, Sarreguemines, 2018